# Choteau (Montana)
Choteau es una ciudad ubicada en el condado de Teton en el estado estadounidense de Montana. En el Censo de 2010 tenía una población de 1684 habitantes y una densidad poblacional de 356,08 personas por km².

## Geografía
Choteau se encuentra ubicada en las coordenadas 47°48′57″N 112°10′35″O / 47.81583, -112.17639. Según la Oficina del Censo de los Estados Unidos, Choteau tiene una superficie total de 4.73 km², de la cual 4.73 km² corresponden a tierra firme y (0%) 0 km² es agua.

## Demografía
Según el censo de 2010, había 1684 personas residiendo en Choteau. La densidad de población era de 356,08 hab./km². De los 1684 habitantes, Choteau estaba compuesto por el 95.01% blancos, el 0% eran afroamericanos, el 2.08% eran amerindios, el 0.24% eran asiáticos, el 0.06% eran isleños del Pacífico, el 0.3% eran de otras razas y el 2.32% pertenecían a dos o más razas. Del total de la población el 1.66% eran hispanos o latinos de cualquier raza.